# Овчаров, Александр Евгеньевич
Александр Евгеньевич Овчаров (укр. Олександр Євгенович Овчаров; род. 17 мая 1961) — украинский дипломат, с 10 декабря 2013 по 7 декабря 2018 года — Чрезвычайный и Полномочный Посол Украины в Республике Сенегал, с 12 апреля 2016 по 7 декабря 2018 года — в Габонской Республике и Республике Кот-д’Ивуар (по совместительству), с 12 мая 2016 по 7 декабря 2018 года — в Республике Либерия (по совместительству). Чрезвычайный и Полномочный Посланник второго класса.

## Биография
Родился 17 мая 1961 года.
В 1982 году окончил Киевское высшее общевойсковое командное училище имени Фрунзе (переводчик-референт, французский язык), в 2003—2004 годах учился в Женевском центре политики безопасности.
В 1982—1996 годах находился на военной службе.
В 1996—1997 годах — заместитель начальника Управления информации МИД Украины.
В 1997—1998 годах — советник Постоянного представительства Украины при Совете Европы.
В 2001—2003 годах — советник Государственного секретаря МИД Украины; руководитель секретариата первого заместителя министра иностранных дел Украины по вопросам европейской интеграции.
В 2002—2003 годах — представитель Украины в руководящем комитете Совета Европы по вопросам СМИ и группе экспертов Совета Европы по вопросам свободы слова.
В 2004—2005 годах — главный советник Второго территориального управления МИД Украины.
В 2005—2009 годах — советник Посольства Украины в Исламской Республике Иран, в 2006—2007 годах — Временный поверенный в делах Украины в Иране.
В 2009—2010 годах — начальник отдела Департамента информационной политики МИД Украины.
В 2010—2013 годах — советник-посланник Посольства Украины в Исламской Республике Иран.
С 10 декабря 2013 по 7 декабря 2018 года — Чрезвычайный и Полномочный Посол Украины в Республике Сенегал. Приступил к своим обязанностям посла 23 февраля 2014 года.
С 12 апреля 2016 по 7 декабря 2018 года — Чрезвычайный и Полномочный Посол Украины в Габонской Республике по совместительству.
С 12 апреля 2016 по 7 декабря 2018 года — Чрезвычайный и Полномочный Посол Украины в Республике Кот-д’Ивуар по совместительству.
С 12 мая 2016 по 7 декабря 2018 года — Чрезвычайный и Полномочный Посол Украины в Республике Либерия по совместительству.
Владеет английским, русским, французским, испанским языками.
Женат, имеет двух сыновей.

## Дипломатический ранг
- Чрезвычайный и Полномочный Посланник второго класса (23 августа 2011)[1]